# Wei-hai-wei
Wei-hai-wei (også Weihaiwei) var før og efter 1. verdenskrig britisk krigshavn på nordkysten af halvøen Shan-tung ved indløbet til Petshili-Strædet, Kina omkring 70 km øst for traktathavnen Tschi-fu ved en dyb, mod nord af to øer beskyttet vig med gode opankringsforhold, 738 km2. Krigshavnen var oprindelig blevet anlagt af kineserne for i forening med det på den anden side af strædet liggende Port Arthur at beherske indsejlingen gennem Petshili-strædet og således forsvare adgangen til Peking.

## Weihai
Vest for havnen lå havnebyen Weihai med i 1910 ca. 4.000, i 1921 allerede 154.416 indbyggere.

## Fæstningsværker
Til beskyttelse af havnen anlagdes på landsiden på højderne flere befæstninger under ledelse af preussiske militære rådgivere og forsynede med Krupp-kanoner. På øerne Liu-kung-tao og Itao, som begrænsede havnen mod nord og øst, fandtes tre befæstninger med Armstrong-kanoner. Vest for byen havde kineserne indrettet en marineartilleriskole, desuden værfter for maskinreparationer. Der anlagdes desuden depoter af kul og ammunition.

## Historisk rolle
I krigen med Japan 1894 angrebes den 10.000 mand stærke besætning af en dobbelt så stor japansk styrke under Ojama. Fæstningen overgav sig efter en kort modstand, og den i havnen indespærrede kinesiske flåde faldt i japanernes hænder. Efter fredsslutningen blev Wei-hai-wei atter tilbagegivet Kina. Da imidlertid Rusland 1898 under form af en forpagtning bemægtigede sig Port Arthur, erhvervede England Wei-hai-wei som en modvægt mod Ruslands planer i Nordkina. Ifølge traktaten med Kina skulle England være berettiget til at holde Wei-hai-wei besat, så længe russerne besad Port Arthur. Da denne havn, 1905, gik over til japansk besiddelse, beholdt England alligevel Wei-hai-wei.

## Handelspolitisk rolle
Handelsomsætningen med udlandet over havnen havde 1924 en værdi af 13,5 mio. dollars.